# Une enfance
Une enfance è un film del 2015 diretto da Philippe Claudel.